# 퍼플 하트 훈장

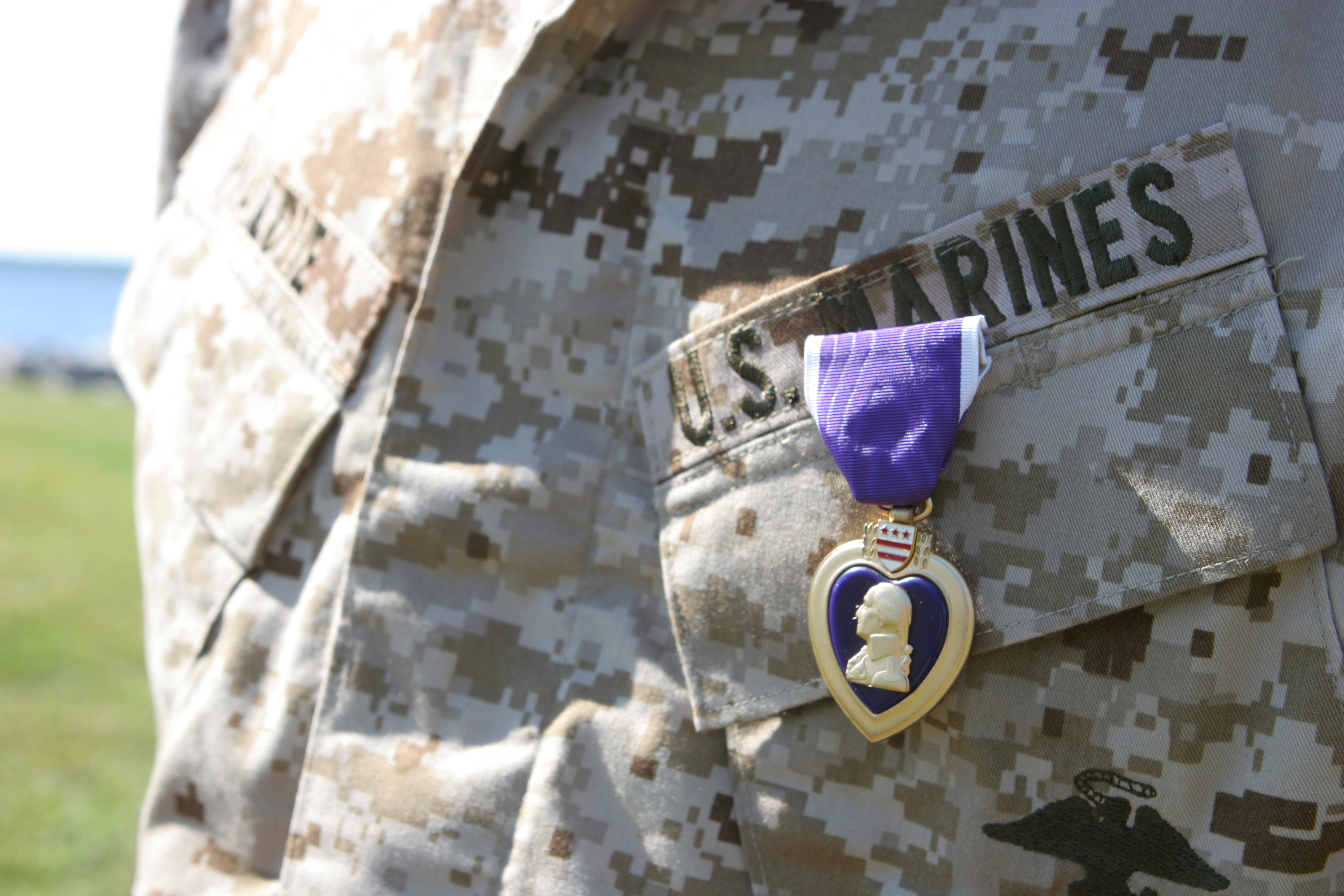
퍼플 하트 훈장

퍼플 하트 훈장(영어: Purple Heart)은 미국의 군사 훈장이다. 자주색 천으로 만들어진 하트의 형태를 띤, 퍼플 하트는 여전히 미군 들에게 주어지는 가장 오래된 군사 상이다. 국립 퍼플 하트 명예의 전당은 뉴욕의 뉴 윈저에 자리 잡고 있다.

## 개요
전투를 포함한 군사 작전으로 죽거나 부상당한 미국 군인에게 주어진다. 생사 불명이 된 경우에도 수여될 수 있다.
원래의 퍼플 하트는 당시 대륙군의 총사령관이었던 조지 워싱턴이 1782년 8월 7일 뉴욕주 뉴버그 본부의 명령에 의해 설립되었다. 무공훈장은 워싱턴 자신이 세 명의 독립 전쟁 군인들에게만 수여한 것이다. 워싱턴은 그의 부하 장교들이 적절하게 공훈장을 발급할 수 있도록 허가했다. 비록 폐지되지는 않았지만, 그 배지의 수여는 1차 세계대전 이후까지 공식적으로 다시 제안되지 않았다.
1927년 10월 10일, 육군 참모총장 찰스 펠롯 서머올은 "무공훈장을 부활시키기 위한" 법안 초안을 의회에 보내라고 지시했다. 이 법안은 철회되었고 1928년 1월 3일에 소송은 중단되었지만, 부사령관실은 가능한 미래에 사용하기 위해 수집된 모든 자료들을 제출하도록 지시 받았다. 많은 사적인 이해관계자들이 이 훈장을 육군에 다시 설치하려고 시도했고, 이것은 뉴욕의 티콘데로가에 있는 포트 티콘데로가 박물관의 이사회를 포함했다.
1931년 1월 7일, 써머올의 후임자인 더글라스 맥아더 장군은 비밀리에 워싱턴 미술 위원회를 포함한 새로운 디자인 작업을 재개했다. 쿼터마스터 장군실의 육군 문장 전문가인 엘리자베스 윌은 퍼플 하트로 알려지게 된 새롭게 부활한 메달을 다시 디자인하기 위해 지명되었다. 그녀에게 제공된 일반적인 사양을 사용하여, 윌은 퍼플 하트의 현재 메달을 위한 디자인 스케치를 만들었다. 조지 워싱턴의 흉상과 옆모습을 보여주는 그 새로운 디자인은 워싱턴 탄생 200주년에 발표되었다.
예술위원회는 1931년 5월 필라델피아 조폐국의 존 R. 시녹(John R. Sinnock)의 석고상 모형을 선정하여 메달을 수여하였다. 미국 대통령 행정명령에 의해 퍼플 하트는 1932년 2월 22일에 조지 워싱턴의 탄생 200주년에 그의 기억과 군사적 업적을 기리기 위해 부활되었다.
이 기준은 1932년 2월 22일자 국방부 회람에 발표되었으며, 첫 번째 퍼플 하트는 맥아더에게 수여되었다. 미국의 제2차 세계 대전 초기(1941년 12월 8일-1943년 9월 22일) 동안, 퍼플 하트는 적에 대한 전투에서 받은 상처와 공로 있는 임무 수행 모두에 수여되었다. 의회의 법령에 의해, 퍼플 하트를 수여하는 관행은 중단되었다.